# René Rosset
René Rosset, né le 25 août 1892 à Saint-Gervais-les-Bains et mort le 18 juin 1972 à Sallanches, est un homme politique français.

## Détail des fonctions et des mandats
Mandat parlementaire
- 8 décembre 1946 - 7 novembre 1948 : Sénateur de la Haute-Savoie